# Glypthelmis hyloreus
Glypthelmis hyloreus är en plattmaskart. Glypthelmis hyloreus ingår i släktet Glypthelmis och familjen Macroderoididae. Inga underarter finns listade i Catalogue of Life.